# Fujiko Fujima
Kimiyo Tanaka, conocida como Fujiko Fujima (藤間 藤子 Fujima Fujiko?, Tokio, 31 de octubre de 1907-Ibidem, 14 de octubre de 1998) fue una bailarina japonesa y la primera mujer en el campo del kabuki en ser nombrada Tesoro Nacional Viviente.

## Inicios
Fujima nació con el nombre Kimiyo Tanaka el 31 de octubre de 1907 en Tokio, Japón. La familia Fujima la adoptó y luego comenzó a estudiar danza tradicional japonesa desde niña con Kan'emon Fujima II. Ella adquirió su nombre profesional en 1926.

## Carrera
En 1929 Fujima dirigió una compañía de danza. Este grupo hizo un receso durante la Segunda Guerra Mundial y retomó sus actividades en 1947. Su nieto, Rankou Fujima, en el futuro se convertiría en el director del grupo. También actuó en el extranjero en teatros como el Japan American Theater de Los Ángeles.
Fujima se destacó en los bailes para personajes masculinos acompañados de música tokiwazu. Sus actuaciones más famosas fueron Kikujido y Kagekiyo. Este último ganó el premio del Festival de Teatro del Ministerio de Educación en 1955. También realizó coreografías de danzas para kabuki, sobre todo de Masakado y Seki no To. Se preocupó bastante de enseñarle a sus estudiantes sobre los movimientos precisos de las manos y las formas en que las personas de clases sociales y estados de ánimo diferentes pueden comportarse en un baile. Entre sus alumnos estaban varios actores de kabuki y dos iemoto de la Escuela Fujima.
Fujima recibió varios premios, entre ellos el Buto Geijutsu sho en 1956, el Geijutsu Seisho en 1962, la Medalla de Honor japonesa en 1970, el Premio de la Academia de Artes de Japón en 1979, el Premio Matsuo de Arte en 1984. En 1985, Fujima fue la primera mujer en ser nombrada Tesoro Nacional Viviente en el kabuki. También ejerció como vicepresidenta de la Asociación de Danza Tradicional de Japón.
Fujima adoptó a una niña, que siguió sus pasos en la danza japonesa. Sus dos nietos también se convirtieron en bailarines japoneses. Fujima falleció a causa de cáncer de estómago en Tokio el 14 de octubre de 1998.